# Aaron Kobenan
Aaron François Kobenan, född 12 augusti 1998, är en ivoriansk taekwondoutövare. 

## Karriär
I maj 2015 tävlade Kobenan i 54 kg-klassen vid VM i Tjeljabinsk, där han blev utslagen i 32-delsfinalen av tyske Sergej Kolb. I juni 2017 tävlade Kobenan i 58 kg-klassen vid VM i Muju, där han återigen blev utslagen i 32-delsfinalen av japanske Sergio Suzuki. I augusti 2019 tog Kobenan brons i 68 kg-klassen vid afrikanska spelen i Rabat.
I juni 2021 tog Kobenan silver i 68 kg-klassen vid afrikanska mästerskapen i Dakar efter en finalförlust mot egyptiske Abdelrahman Wael. I juli 2022 tog han guld i 68 kg-klassen vid afrikanska mästerskapen i Kigali efter att ha besegrat burkinska Ibrahim Maïga. I november 2022 tävlade Kobenan i 68 kg-klassen vid VM i Guadalajara, där han blev utslagen i sextondelsfinalen av franske Théo Lucien.
I maj 2023 tävlade Kobenan i 68 kg-klassen vid VM i Baku, där han blev utslagen i 32-delsfinalen av kroatiske Matija Črep. I november 2023 tog Kobenan silver i 68 kg-klassen vid afrikanska mästerskapen i Abidjan efter en finalförlust mot egyptiske Ahmed Nassar.
I mars 2024 tog Kobenan silver i 68 kg-klassen vid afrikanska spelen i Accra efter en finalförlust mot senegalesiske Mouhamadou Mansour Lo.